# Dirphia flora
Dirphia flora är en fjärilsart som beskrevs av William Schaus 1911. Dirphia flora ingår i släktet Dirphia och familjen påfågelsspinnare. Inga underarter finns listade i Catalogue of Life.